# Jacobuskerk (Rolde)
De Jacobuskerk is een gotische kerk in de Drentse plaats Rolde.

## Geschiedenis
De eerste houten kerk van Rolde werd gebouwd omstreeks 900. Deze kerk is meerdere malen vervangen. De huidige kerk werd gebouwd in de 15e eeuw, waarbij eerst de toren werd gebouwd, waarschijnlijk door Johan die Werckmeister, en daarna de kerk. Bij de restauratie in de jaren 1960 tot 1964 werd een Jacobsschelp op de plaats van een altaar gevonden. Waarschijnlijk was Jacobus dan ook een beschermheilige van de kerk. Ook Cosmas en Damianus worden als beschermheiligen genoemd.
Bij de restauratie in de jaren zestig van de 20e eeuw werd de kerk naar de oorspronkelijke vorm gereconstrueerd, waarbij de wijzigingen uit een eerdere verbouwing in 1854 ongedaan werden gemaakt. De 17e-eeuwse preekstoel is gemaakt door Dirck Jansz. Bijmholt. De gebrandschilderde ramen in het koor werden bij de laatste restauratie geschonken door onder meer de provincie Drenthe en zijn gemaakt door de glazenier Joep Nicolas. Zes van deze glazen geven de Drentse dingspelen weer. Rolde was de hoofdplaats van het landschap Drenthe. De vergadering van etten voorgezeten door de drost kwam drie keer per jaar in de kerk van Rolde bijeen en eenmaal per jaar in de Magnuskerk van Anloo.

## Het orgel
Het orgel is omstreeks 1820 gebouwd. De herkomst is onduidelijk. In 1847 werd het orgel geschonken door de toenmalige predikant aan de kerk. Het orgel werd in dat jaar door H.J. Langendijk, in opdracht van Petrus van Oeckelen, in de kerk geplaatst. Het orgel werd in de jaren 1954/1955 gerestaureerd door Ernst Leeflang. In de periode 1962 tot 1965 was het orgels gedemonteerd in verband met de restauratie van de kerk. In 1965 werd het orgel herplaatst en hersteld door Eppo Rynko Ottes. In de periode 1977 tot 1981 vond er een ingrijpende verbouwing van het orgel plaatst, die door Ernst Bernhard Koch werd uitgevoerd. De laatste restauratie van het orgel dateert uit 2013, waarbij het orgel door de firma Mense Ruiter zoveel mogelijk is teruggebracht tot zijn oorspronkelijke karakter. Het instrument heeft twee manualen, een vrij pedaal en 23 registers.

## De kerktoren
De kerktoren diende als baken voor reizigers van en naar Groningen. Ook vormde de toren het richtpunt bij de verkaveling van het Westersche Veld en Oosterveld van Rolde. Dit zorgde voor een radiale verkavelingsstructuur, waarbij de kavels nabij Rolde smal beginnen en breed eindigen. Ondanks de ruilverkavelingen in het gebied is deze structuur nog gedeeltelijk te herkennen.